# Przylądek Adare’a
Przylądek Adare’a (ang. Cape Adare) – przylądek Antarktydy, będący wysuniętą najdalej na północny wschód częścią Ziemi Wiktorii, miejsce pierwszego udokumentowanego lądowania na kontynencie antarktycznym 24 stycznia 1895 roku.
Na przylądku znajdują się chaty pozostawione przez wyprawę Borchgrevinka (1899) i grupę północną ekspedycji Terra Nova (1911), które zostały wpisane na listę historycznych miejsc i pomników Antarktyki. Przylądek zamieszkuje jedna z największych kolonii pingwinów Adeli w Antarktyce. W 1998 roku Przylądek Adare’a został desygnowany jako Szczególnie Chroniony Obszar Antarktyki (ang. Antarctic Specially Protected Area, ASPA) – ASPA 159 Cape Adare, Borchgrevink Coast.

## Nazwa
Nazwa, nadana przez Jamesa Clarka Rossa (1800–1862), upamiętnia jego przyjaciela wicehrabiego Adare .

## Geografia
Przylądek znajduje się na krańcu Półwyspu Adare’a na Wybrzeżu Borchgrevinka na Ziemi Wiktorii w Antarktydzie Wschodniej . Jest to najdalej na północny wschód wysunięta część Ziemi Wiktorii . Na wschód od niego rozciąga się Morze Rossa . 
Obszar jest w większości pozbawiony pokrywy lodowej . Przylądek zbudowany jest z czarnych bazaltów, które kontrastują z otaczającym śniegiem .

### Fauna

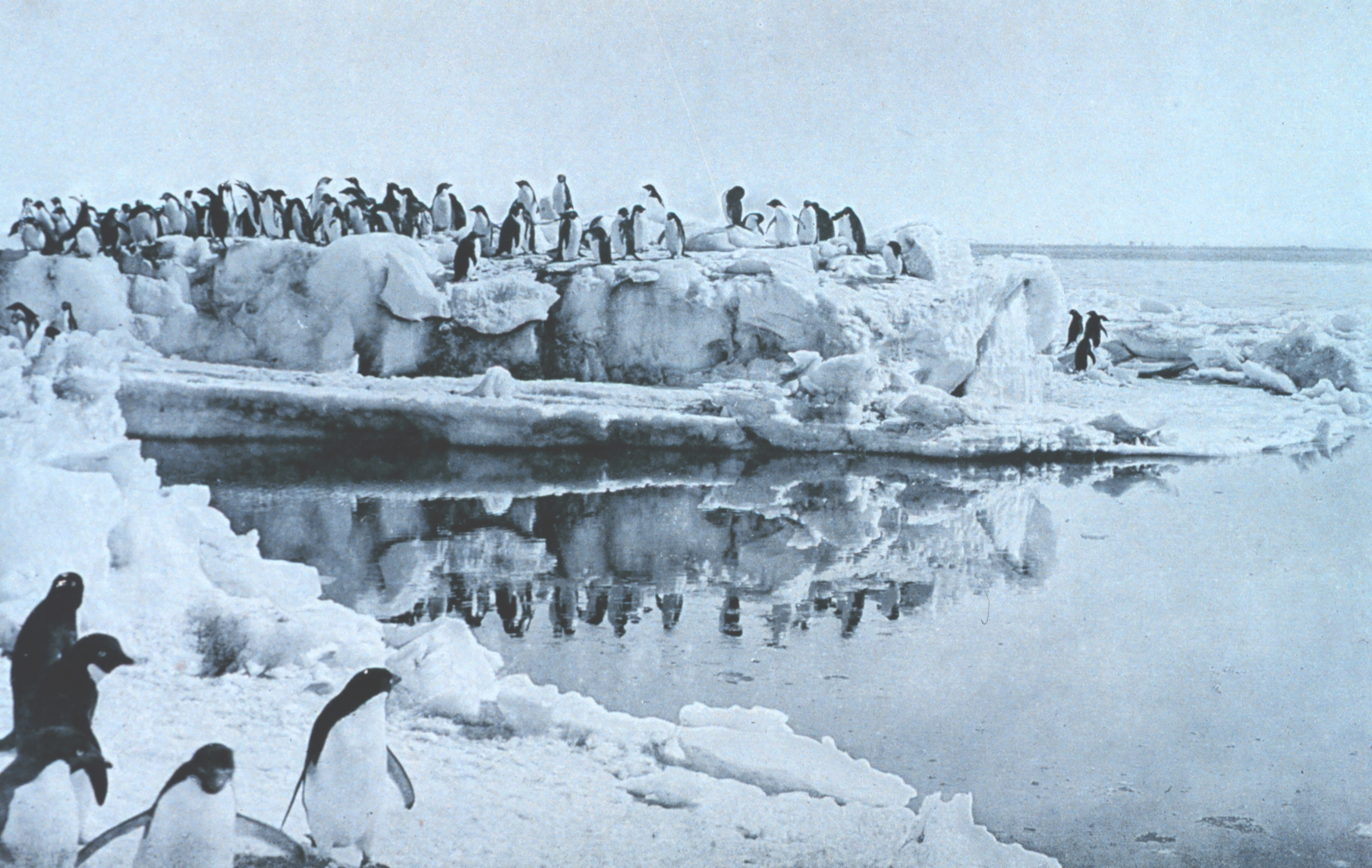
Pingwiny Adeli sfotografowane przez G.M. Levicka z ekspedycji Terra Nova w 1911 lub 1912 roku

Na Przylądku Adare’a znajduje się jedna z największych kolonii pingwinów Adeli w Antarktyce. Zamieszkuje Ridley Beach, ok. 1,6 km na południowy zachód od przylądka, oraz część zachodnich zboczy cypla przylądka . Obszar ten był w przeszłości zamieszkany przez super-kolonię, której liczebność szacowana jest na 500 tys. par ok. 1200 BP .
W latach 1911–1912 George Murray Levick (1876–1956) z grupy północnej Ekspedycji Terra Nova (1910–1913) pod dowództwem Roberta Scotta (1868–1912) stacjonującej na Przylądku Adare’a, obserwował zachowania pingwinów Adeli, sporządzając szczegółowe notatki obejmujące cały okres lęgowy . Zawarł w nich również obserwacje aktywności seksualnej oraz zachowaniach młodych, niesparowanych ptaków, opisując autoerotyzm, homoseksualizm, nekrofilię, gwałty czy wykorzystywanie seksualne piskląt. Jego raport został uznany za zbyt bulwersujący dla społeczeństwa epoki edwardiańskiej i nie został włączony do opublikowanych dokumentów ekspedycji – kustosz działu zoologii Muzeum Brytyjskiego Sidney Frederic Harmer (1862–1950) zablokował publikację tych fragmentów w Natural History of the Adélie Penguin . Sam Levick zapisał pasaże o zachowaniach seksualnych (pozornie) odbiegających od normy w alfabecie greckim. Jego notatki były naukowo precyzyjne – współcześni badacze przypisują te zachowania pingwinów niedoświadczeniu młodych samców, które muszą zdobyć samicę w tłocznej kolonii w krótkim, kilkutygodniowym okresie lęgowym . Levick napisał osobny artykuł Sexual Habits of the Adélie Penguin, który został udostępniony jedynie wąskiemu gronu ekspertów . 
Współcześnie obszar Ridley Beach jest ostoją ptaków IBA z uwagi na kolonie pingwinów Adeli i wydrzyków antarktycznych . W latach 1981–2012 kolonia pingwinów liczyła ok. 227 tys. par . W kolonii wydrzyków w 1982 roku naliczono 306 par . Potwierdzono tu także występowanie petrelców olbrzymich, petreli antarktycznych, petreli śnieżnych i oceanników żółtopłetwych, które jednak tu nie gniazdują . Na brzegu Ridley Beach spotkać można foki Weddella .
W 1998 roku Przylądek Adare’a został desygnowany jako Szczególnie Chroniony Obszar Antarktyki (ang. Antarctic Specially Protected Area, ASPA) – ASPA 159 Cape Adare, Borchgrevink Coast . W obszarze tym może jednorazowo przebywać co najwyżej 40 osób, rocznie nie więcej niż 2000 .

## Historia

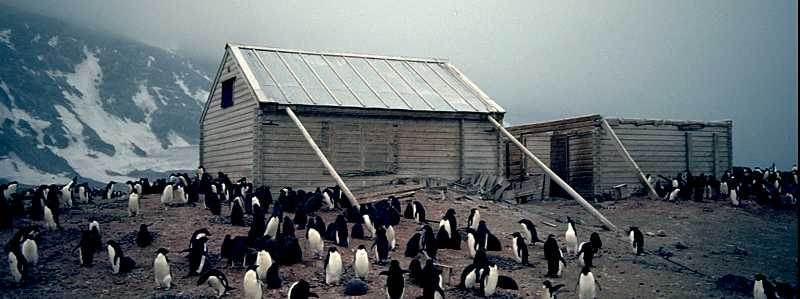
Chaty Borchgrevinka z 1899 roku (1992)

Przylądek został odkryty w styczniu 1841 roku przez Jamesa Clarka Rossa (1800–1862) .
24 stycznia 1895 roku na Przylądku Adare’a wylądowała grupa pod przywództwem Henrika Bulla (1864–1953), której członkiem był też Carsten Borchgrevink (1864–1934) – było to pierwsze udokumentowane lądowanie na kontynencie Antarktydy . Bull próbował wylądować na przylądku już 17 stycznia, lecz lód spływający z Zatoki Robertsona uniemożliwił przeprawę na ląd. 19 stycznia wyprawa wylądowała na Possession Island, gdzie Borchgrevink odkrył porost – była to pierwsza roślina znaleziona na południe od koła podbiegunowego południowego. Po kolejnej nieudanej próbie lądowania na kontynencie na Cape Hallet Bull wraz z sześcioma towarzyszami z sukcesem wylądował na Przylądku Adare’a. Trzech uczestników wyprawy rościło sobie tytuł „pierwszego człowieka, który stanął na kontynencie antarktycznym” – Borchgrevink, Leonard Kristensen (1857–1911) i Alexander von Tunzelmann (1877–1957) . 

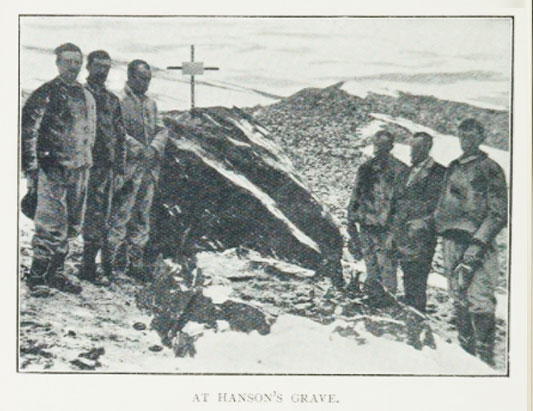
Uczestnicy wyprawy Borchgrevinka przy grobie Nicolaia Hansona (1870–1899)

Borchgrevink zdał relację z wyprawy na Międzynardowym Kongresie Geograficznym w 1895 roku, deklarując swoją gotowość do poprowadzenia kolejnej ekspedycji antarktycznej. Powrócił na przylądek w 1899 roku, jako dowódca ekspedycji Krzyża Południa (1898–1900), finansowanej przez George’a Newnesa (1851–1910), wydawcę czasopism Tit-Bits i The Strand Magazine. Wyprawy wylądowała 17 stycznia 1899 roku i postawiała dwie prefabrykowane chaty. W jednej z nich spędzili zimę na kontynencie, a druga była przeznaczona na magazyn . Chaty zachowały się do dziś i zostały wpisane na listę historycznych miejsc i pomników Antarktyki (nr 22) . Podczas zimowania, z nieznanych przyczyn zmarł zoolog wyprawy Nicolai Hanson (1870–1899), który został pochowany na przylądku a jego grób, oznaczony dużym głazem z krzyżem i tablicą, został również wpisany na listę historycznych miejsc i pomników Antarktyki (nr 23) . Wyprawa prowadziła pierwsze badania na kontynencie, z zakresu nauk o Ziemi, meteorologii oraz badań fauny i flory .
17 lutego 1917 roku na przylądku wylądowała grupa północna z Ekspedycji Terra Nova (1910–1913) pod dowództwem Roberta Scotta (1868–1912), którą kierował Victor L. A. Campbell (1875–1956). Grupa wybudowała trzecią chatę, mieszkając w trakcie prac konstrukcyjnych w zabudowaniach pozostawionych przez Borchgrevinka. Grupa ta przezimowała w nowej chacie. Położenie geograficzne przylądka uniemożliwiło dalszą eksplorację kontynentu; prowadzono systematyczne badania meteorologiczne i geologiczne. Z czasem chata grupy północnej zapadła się i w 2002 roku ostał się jedynie przedsionek . Pozostałości chaty zostały także wpisane na listę historycznych miejsc i pomników Antarktyki (nr 22) .
Ponadto na przylądku znajdują się pozostałości innych konstrukcji (magazynów i latryny), a także pozostawione kotwice czy zapas węgla . Wiele innych przedmiotów pozostawionych przez wyprawy jest pokrytych przez pokłady pingwiniego guana .